# زیکس
زیکس (به انگلیسی: Zixx) یک سریال کانادایی است که در سال ۲۰۰۴ به کارگردانی جفری هلید شیف فیلمبرداری شد و از شبکهٔ وای تی وی و کارتون نت ورک پخش شد.
پخش این مجموعه از سال ۲۰۰۵ شروع شد و با سه فصل تا سال ۲۰۰۹ ادامه داشت.

## داستان
زیکس یک مأمور فضایی است؛ که به همراه شریک زندگی اش فلانگو بر روی سیارهٔ زمین فرود می‌آیند. زیکس و فلانگو در دنیایی به نام دژ با کمک افراد انسانش باید به سطح بالاتر دژ صعود کنند، اما امپراتور هارگوک می‌خواهد مانع کار او شود…

## سطح ۱
زیکس و فلانگو با کمک آدام و گریف برای سعود به سطح بالاتر نیاز به پنج کریستال دارند که می‌توانند هر جایی باشند…

## سطح ۲
زیکس و فلانگو ارتقا پیدا کردند و به سطح بعد راه پیدا کردند اما آدام و گریف نتوانستن بیایند و امپراتور هارگوک هم هنوز زنده است می‌خواهد مانع کار زیکس شودو زیکس تیم جدیدی جمع می‌کند

## سطح ۳
زیکس و تیمش به سطح ۳ صعود کردند و آنها فقط یک کلید برای حل کردن معمای بزرگشان وشست دادن امپراتور هارگوک دارد…